# 南海2000系電車
1. 2000系を含むズームカー10両運転

南海2000系電車（なんかい2000けいでんしゃ）は、1990年（平成2年）に登場した南海電気鉄道の一般車両（通勤形電車）で、山岳直通車両「ズームカー」の一系列である。
本項では、難波方先頭車の車両番号+F（Formation=編成の略）を編成名として表記する。

## 概要
高野線の輸送力増強を目的に1990年（平成2年）登場し、その後は21000系・22000系および2200系を置き換えるため、1997年（平成9年）までに計64両が製造された。
南海の車両で初となるVVVFインバータ制御を採用する一方、南海伝統の緑色の外観を有する最後の新造車となった。本形式で採用された新機軸やデザインは、後に登場する1000系にも多数反映されている。
増備途中での仕様変更が多く、パンタグラフの取り付け位置・車体側面のビード本数・内装・座席配置などに違いがある。

## 車両概説
軽量ステンレス構造の17 m級2扉車体で、側面外板はビードを取り入れたダルフィニッシュ（梨地）仕上げである。前頭部はFRP製で、上半部にやや後退角をつけることで貫通扉上部に立体感を持たせ、運転台・車掌台には傾斜に合わせて大型曲面ガラスを取り付けている。方向幕は列車種別と行先を個別に表示する方式とし、前面用は左右の窓内側に分散配置している。側窓にはユニット構造の大型2連窓を採用し、車内からの視野拡大と居住性の向上を図っている。
客室は9000系のアコモデーションをベースとしながら、荷棚にポリカーボネートを使用、蛍光灯にアクリルカバーを取り付け、座席両端の袖仕切りを2段式にするなど各部に意匠を凝らしている。空調装置は冷凍能力13,000 kcal/hのユニットクーラを各車3基搭載し、温度・湿度・乗車率の各センサ情報により稼働率を制御する。また天井中央には整風グリルを車体全長にわたって連続的に配置し、冷房効果を高めるためラインデリアを内蔵させている。
制御方式は、南海では初採用となるGTOサイリスタ素子（4500 V/2500 A）による日立製作所製VVVFインバータ制御で、1基の制御装置で8台の主電動機を制御する。主電動機は定格出力100 kWの東洋電機製造製かご形三相誘導電動機で、これを各台車に2基ずつ装架する全電動車方式である。駆動装置はTD平行カルダンドライブ方式、台車は30000系で実績のある緩衝ゴム式の空気ばね台車、ブレーキ装置は在来車との併結の必要から電磁直通ブレーキを採用している。
機器構成は2両1組となっている。南海では故障時の冗長性を確保するため、主要機器（制御装置・補機類）を複数搭載する編成を組むことが原則となっている。このため、例外となる支線での運用を除き、本系列の2両単独での営業運転は行われない。
インバータ制御であるため、減速時および抑速ブレーキ使用時の回生ブレーキに対応している。なお、回生ブレーキは運転本数の多い区間では他の列車が回生電力を消費しやすいため有効だが、山岳区間では他に電力を消費する列車がおらず回生失効を起こす可能性が高い。そこで本系列の導入にあたっては、山岳区間の変電所に回生電力吸収装置を設置することで回生失効を防止するようにした。
2020年（令和2年）以降、前照灯がシールドビームからLEDに交換されている。

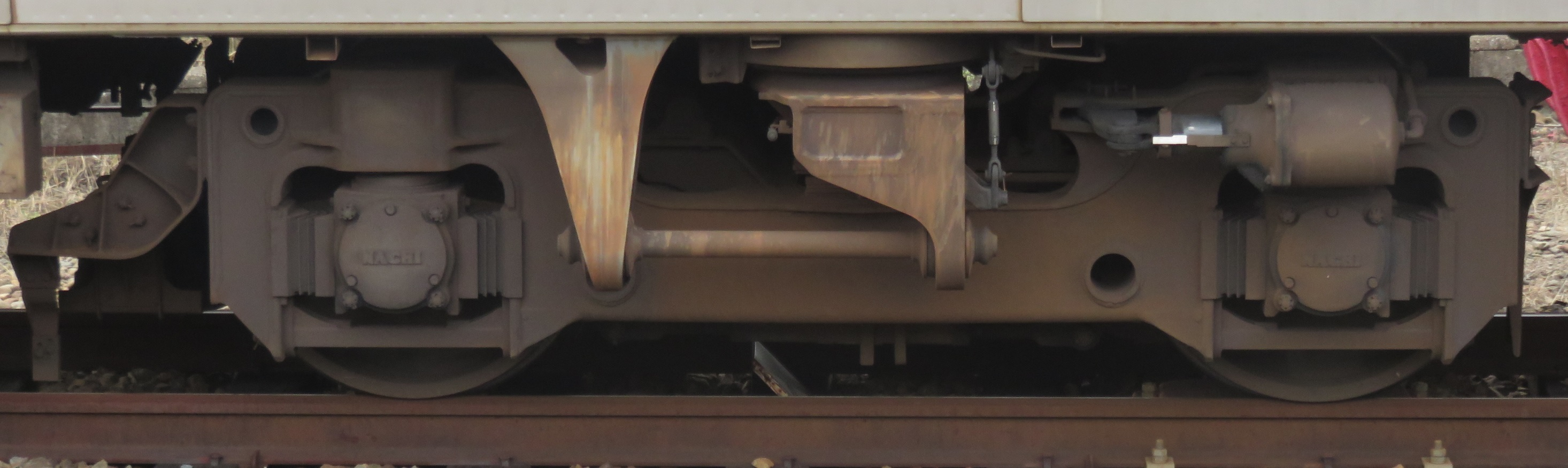
FS-541A形台車
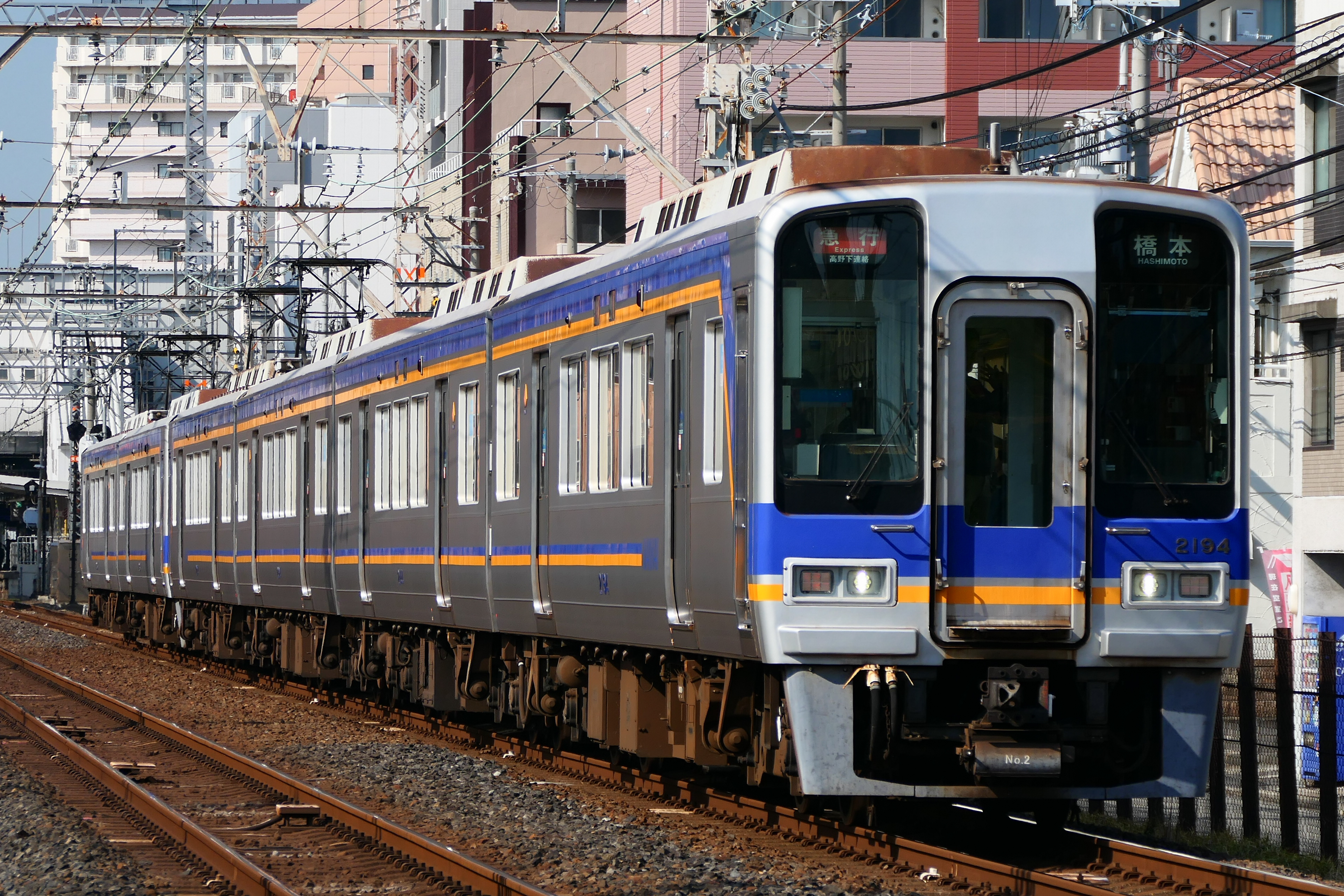
前照灯LED化後の姿

## 次車別解説

### 1・2次車
- 1次車（1990年2月竣工）：2001F
- 2次車（1990年6月竣工）：2002F・2003F

4両編成×3本の合計12両（1次車×1本：4両・2次車×2本：8両）が在籍する。
南海では最後に緑色系統の外観で登場した車両で、前面と側面に緑の濃淡帯が配された。また、先頭車の側面には高野杉を模した路線シンボルマークが貼り付けられた。外観上の特徴として、側面のビードが後発グループよりも多く、またパンタグラフがモハ2001形（難波方先頭車）とモハ2101形（高野山方中間車）に1基ずつ分散配置されている。連結部には従来車と同様、妻窓が設置されている。
座席は全席ロングシートで扉間16人掛け、モケットは当時標準のワインレッドながら、着席位置を明確化するため背擦りに縞柄模様が入れられた。のちにモケットの色は変更されているが、袖仕切りにワインレッドの模様がそのまま残されている。2次車は扉間中央部にある中仕切りの形状が変更されている。化粧板は濃い模様入りの明るいベージュ系、床面は濃淡2色のブラウン系マーブル模様、天井の整風グリルはレモンゴールドに着色されており、後発グループとは色調の異なる客室となっている。
現在は3本とも後発と同じ車体色に変更されており、本系列の旧塗装は1993年（平成5年）10月に消滅した。なお、塗装変更の際に車体側面の路線シンボルマークが撤去されたほか、緑帯を剥がした腰板部には別途グレーのフィルムが貼り付けられた。

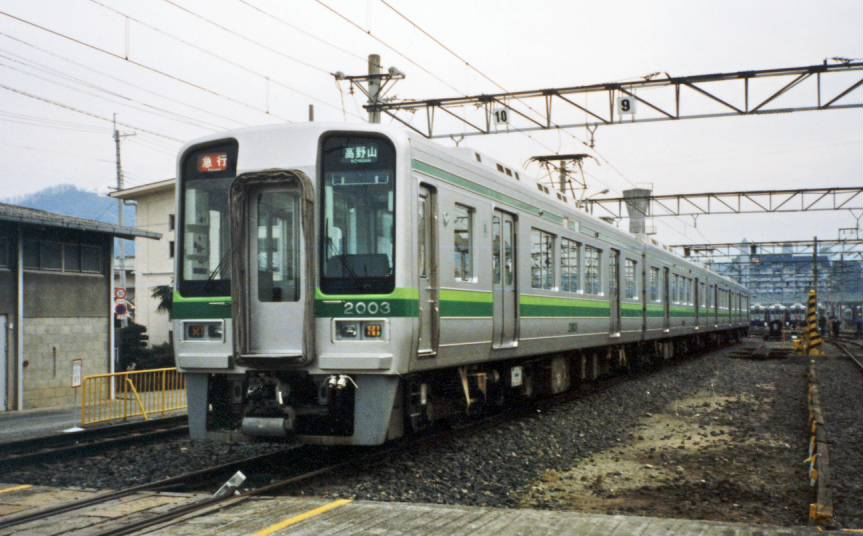
デビュー当時の緑帯の旧塗装 （千代田工場）
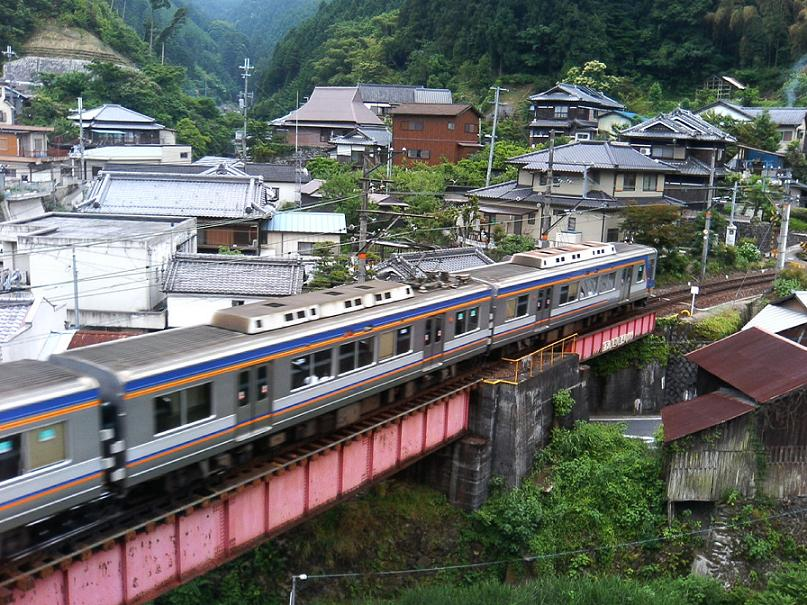
1・2次車の現行塗装。旧塗装時代の帯の位置に改めてグレー帯を貼り付けている。 （2005年6月18日 高野下駅 - 下古沢駅間）
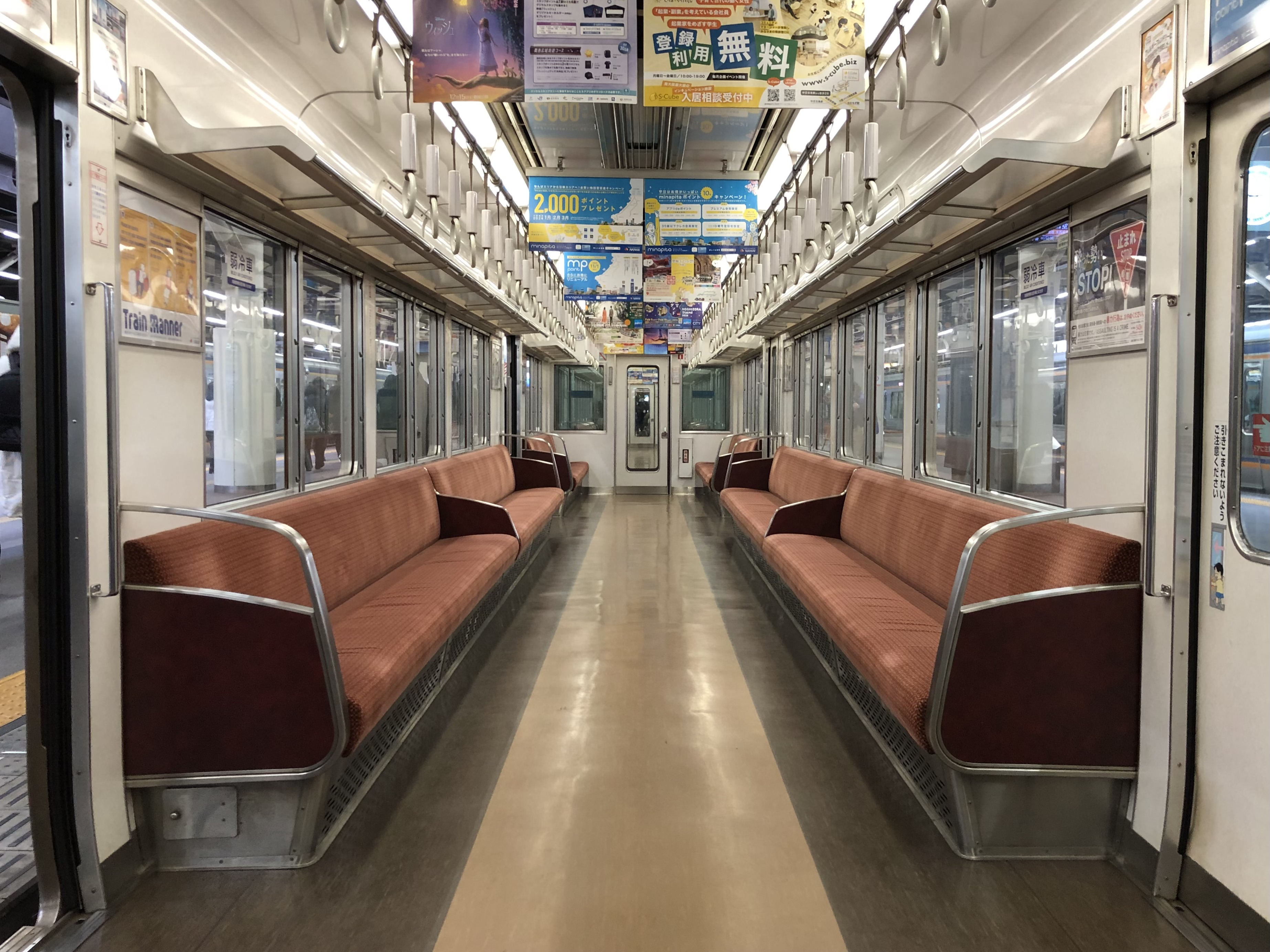
2次車の車内

### 3・4次車

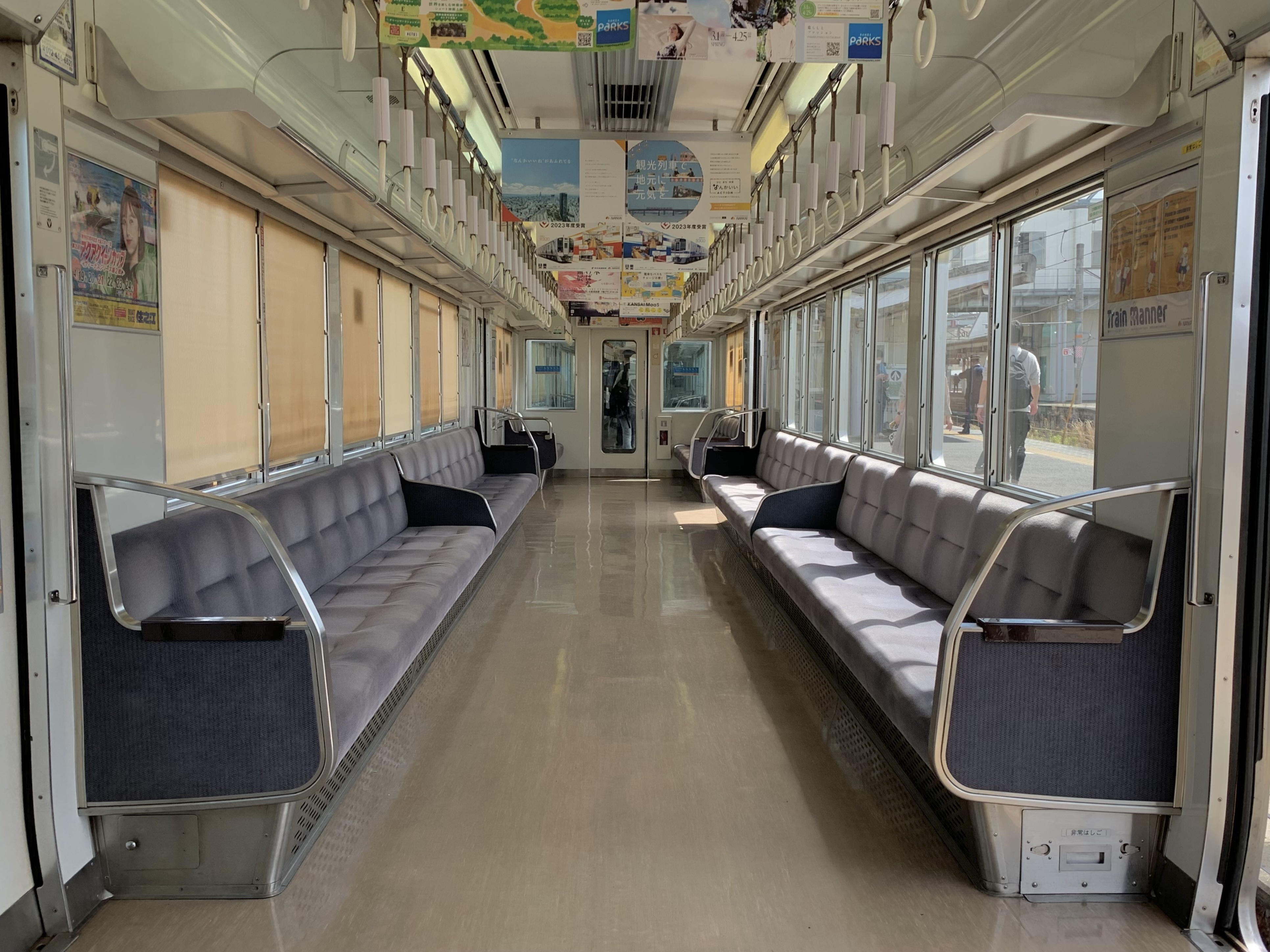
3次車（1992年11月竣工）：2031F・2032F
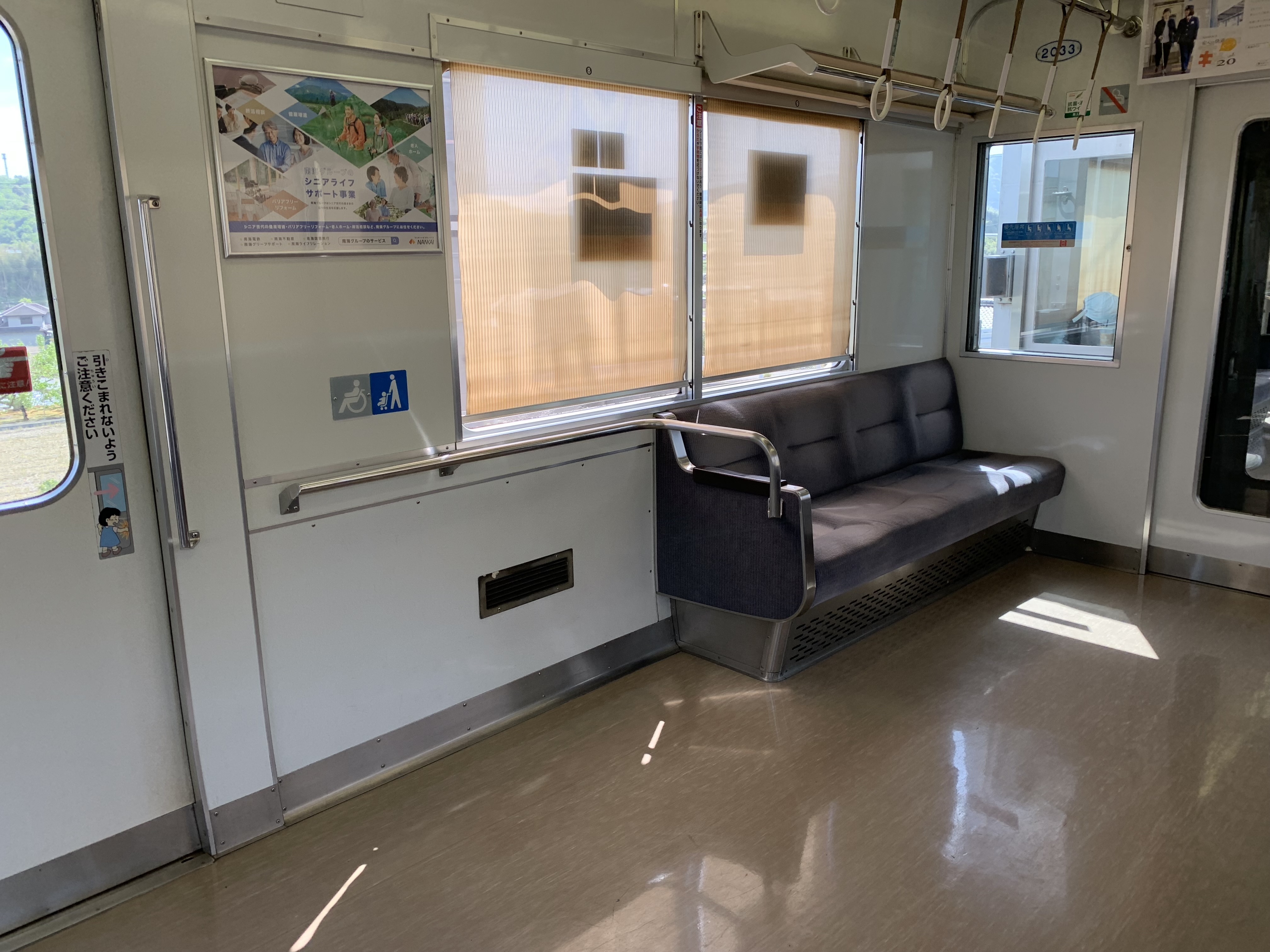
4次車（1994年4月竣工）：2033F・2034F

2両編成×4本の合計8両（3次車×2本：4両・4次車×2本：4両）が在籍する。
1・2次車の車体色とは打って変わり、同時期に登場した1000系と同一のカラースキームが採用された。ただし、1000系ではベースカラーを車体に塗装したのに対し、本系列では無塗装車体に帯フィルムを貼り付けるのみとした。本グループからは編成中のパンタグラフ2基をモハ2001形に集中配置するよう変更されている。
座席についても1000系と同様のバケットシート（グレーモケット）に変更しているが、車端部へのクロスシートの設置は見送られている。扉間は引き続き16人掛けであるが、車椅子スペースを新設したため座席定員総数は減少している。このほか、袖仕切りの形状や化粧板・床面の模様が1000系と同じデザインに変更されている。
本グループから列車種別・行先表示の設定方法を、1・2次車のデジタル式スイッチの操作から列車モニタ装置表示画面のタッチセンサで行うよう変更しており、これに合わせて側引戸上部には車内案内表示器設置の準備工事を施している。また、列車種別選別装置の更新準備工事を行っている。
なお、4次車はCI導入後の製造となったため、従来の2代目社章を廃止してCI章を採用するとともに、車体側面のNANKAIロゴがCIと同じ斜字体となった（1 - 3次車も後に統一）。また、4次車では前面・側面とも車号標記のフォントがやや小さくなったほか、製造年書式をこれまでの年号から西暦に変更している。
- 3・4次車の車内
- 車椅子スペース

### 5 - 7次車
- 5次車（1995年5月竣工）：2035F - 2039F・2041F（計14両）
- 6次車（1996年8月竣工）：2040F・2042F - 2044F（計14両）
- 7次車（1997年7 - 8月竣工）：2021F - 2024F・2045F・2046F（計16両）

※太字は4両編成。
4両編成×6本と2両編成×10本の合計44両が在籍し、本系列の大半を占めている。
本グループの車端部にはクロスシートが設置されており、これに伴い連結面の妻窓が廃止されている。その他の座席は3・4次車同様のバケットシートとしているが、扉間を14人掛けに短縮することで出入口付近の立席エリアを拡大、従来よりも乗降時間の短縮を意識している。列車種別選別装置は最初から双方向デジタル伝送（トランスポンダ）方式を採用している（1 - 4次車も後に更新）。
2035F・2036F・2039F・2040F・2023Fの5本は、2024年（令和6年）1月から2025年（令和7年）3月にかけて支線ワンマン改造が施工され、南海本線に転属、支線区で運用されている。

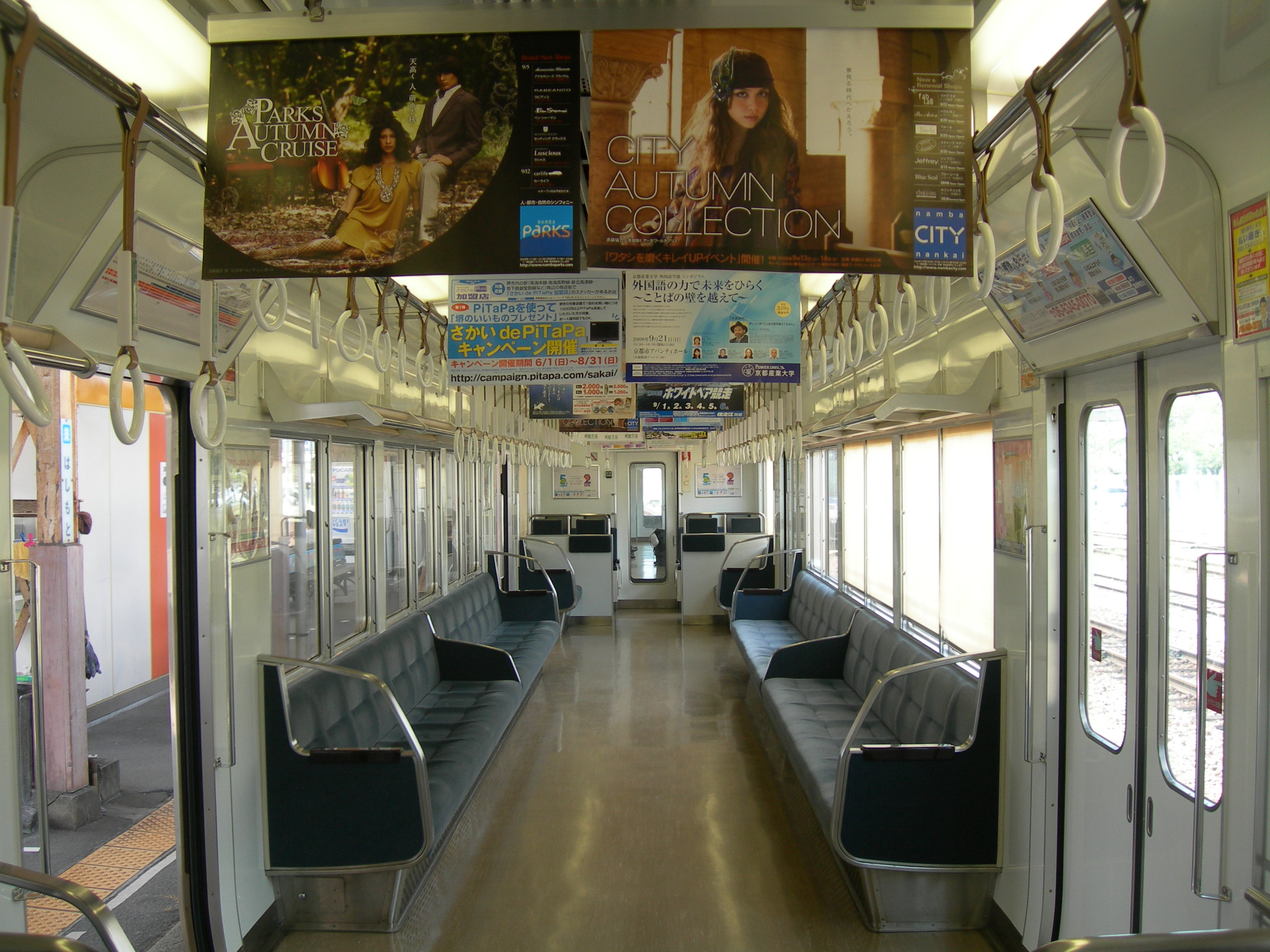
5 - 7次車の車内
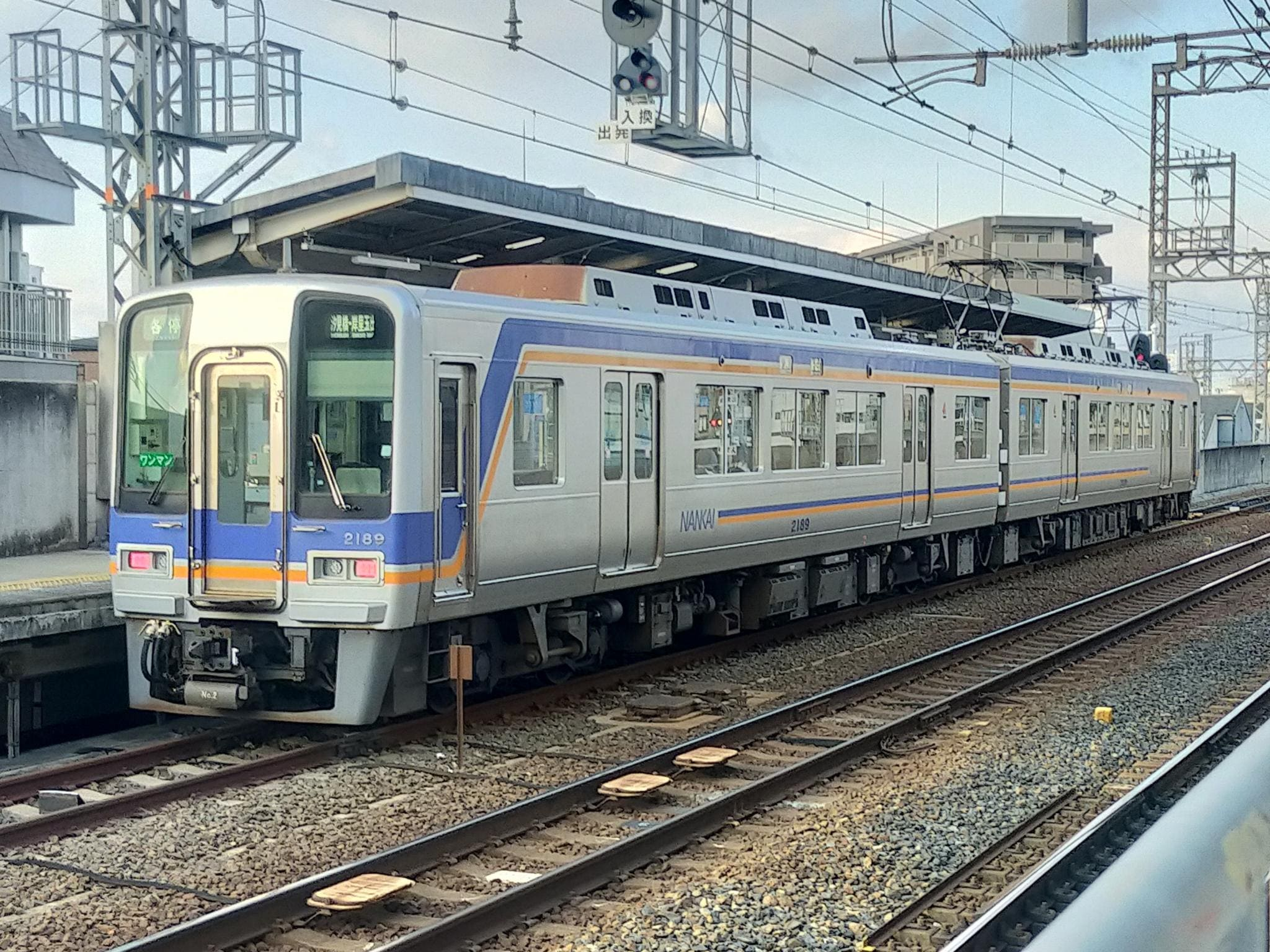
支線区に転用された2039F （2025年1月12日 岸里玉出駅）
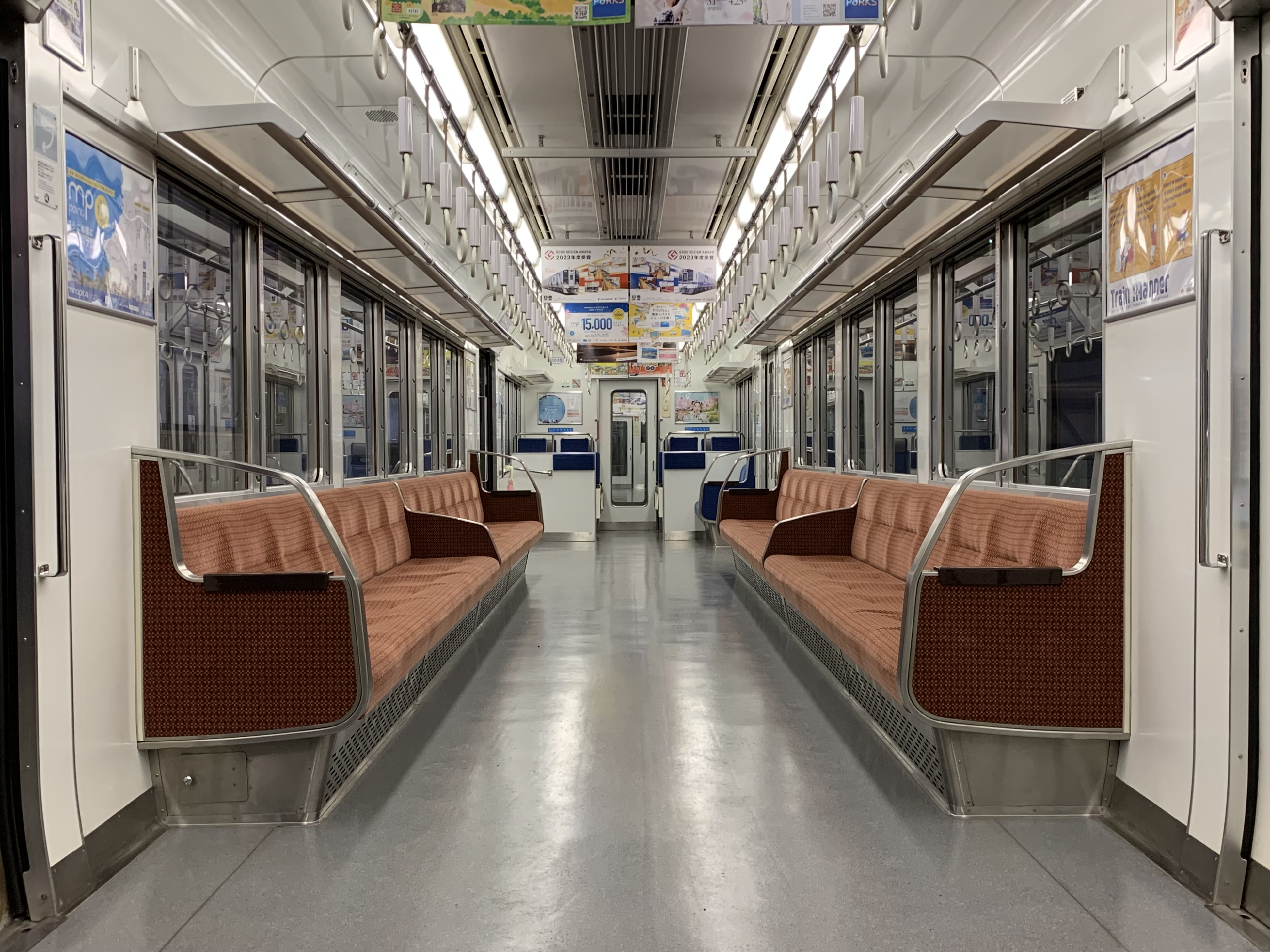
支線ワンマン仕様車の車内
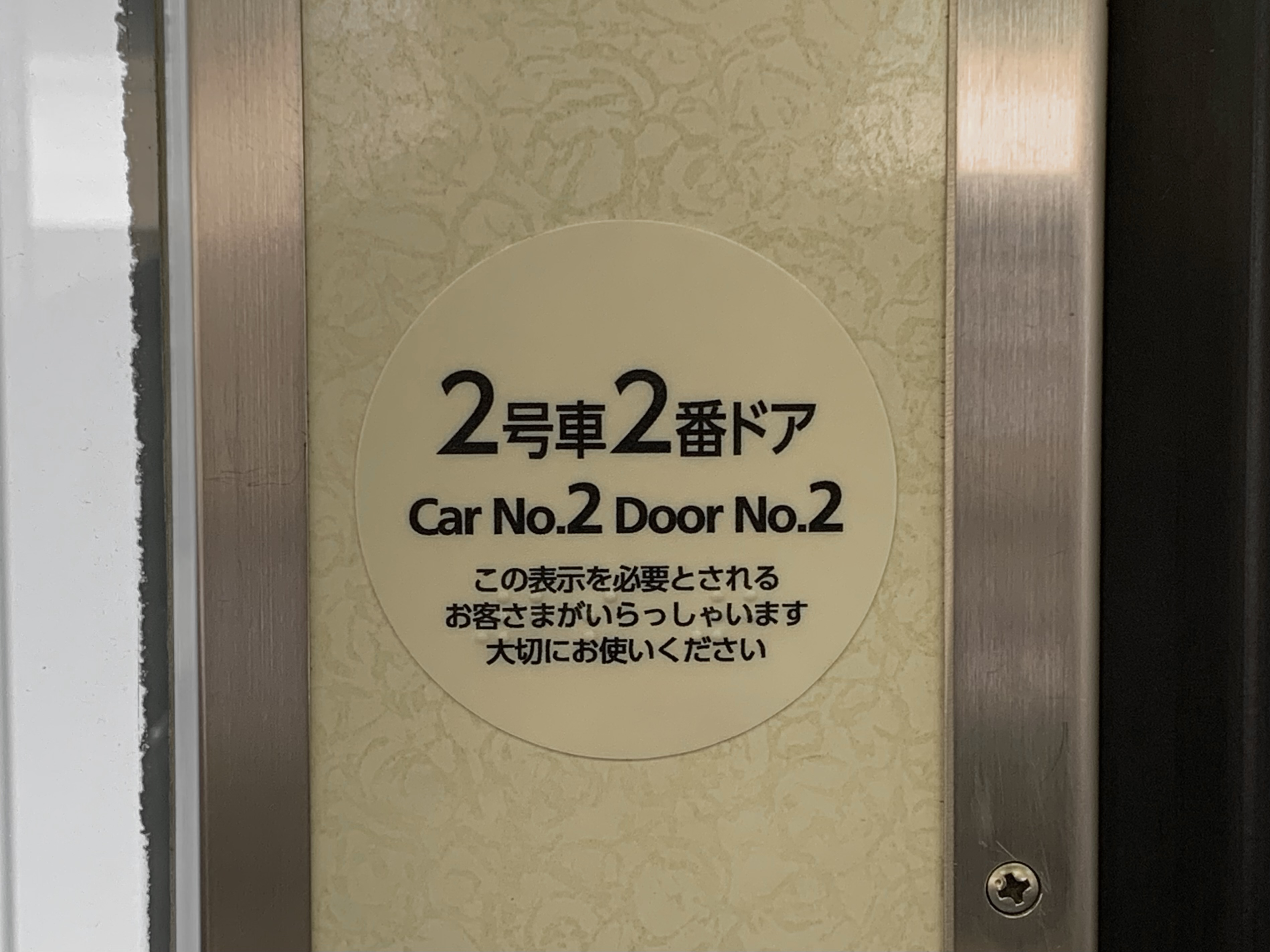
ワンマン仕様車の側引戸に貼られた文字・点字シール

## ラッピング

### 花のラッピング電車
2007年（平成19年）10月、高野線山岳区間を沿線住民とともに観光路線化する「こうや花鉄道」プロジェクトの第2弾として、2044Fが「花のラッピング列車」となり出場した。車体には地元の小学生200人が描いたシャクナゲ、サルスベリなど四季折々の花の絵がラッピングされていた。2011年3月をもって、このラッピングは解除された。

### 真田赤備え列車
2015年（平成27年）11月にはNHK大河ドラマ「真田丸」の放送に合わせ、主人公真田幸村蟄居の地である九度山の振興を図るため、真田の赤備え甲冑をモチーフとする「真田赤備え列車」に2044Fがラッピングされた。運行期間は当初1年を予定していたが、利用者や自治体からの要望により期間を延長、定期検査に入る直前の2019年（平成31年）2月20日まで運転された。

### 「戦国BASARA」ラッピング
「真田赤備え列車」運行と同時期の2016年（平成28年）5月からは、カプコンのアクションゲーム「戦国BASARA」のキャラクターを装飾し、同じく九度山をPRするラッピング列車が2両編成×3本（2021F・2022F・2023F）設定され、主に観光列車「天空」の自由席車として運用された。

### めでたいでんしゃ　かなた
2024年（令和6年）7月、「加太さかな線プロジェクト」の一環で運行されている「めでたいでんしゃ」の5編成目として、2036Fが内外装をリニューアルして運用に復帰した。デザインコンセプトは「太古の記憶」と「未来への想いとSDGs」で、イメージパース公開時の仮称は“はじまりの「めでたいでんしゃ」”、運行開始当日の記念セレモニーにて愛称を「かなた」とすることが発表された。「太古の記憶」をテーマとする2186号車の客室には、和歌山県で発見された新種の古代生物ワカヤマソウリュウが描かれている。

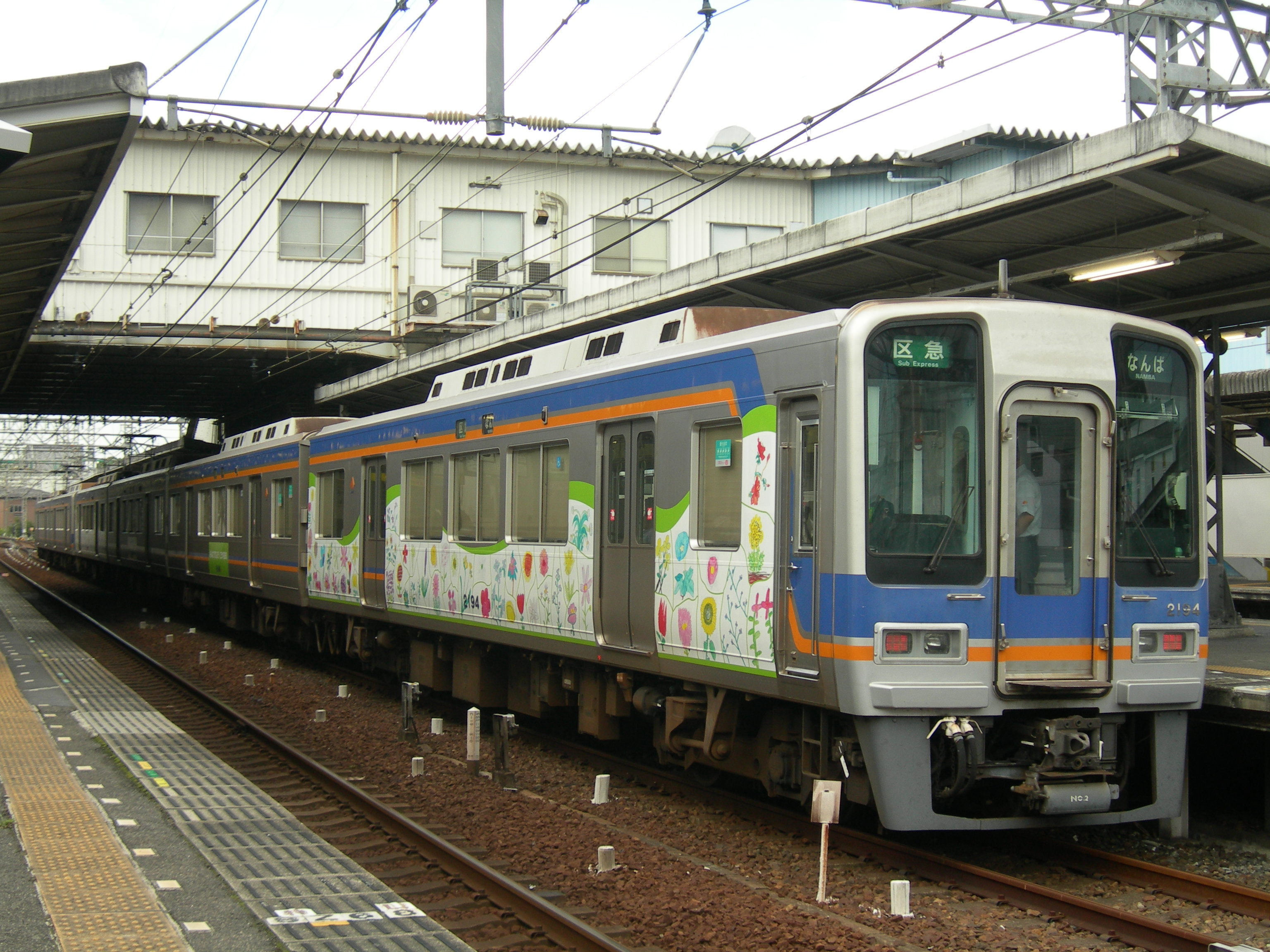
2044F「花のラッピング列車」 （2008年8月31日 河内長野駅）
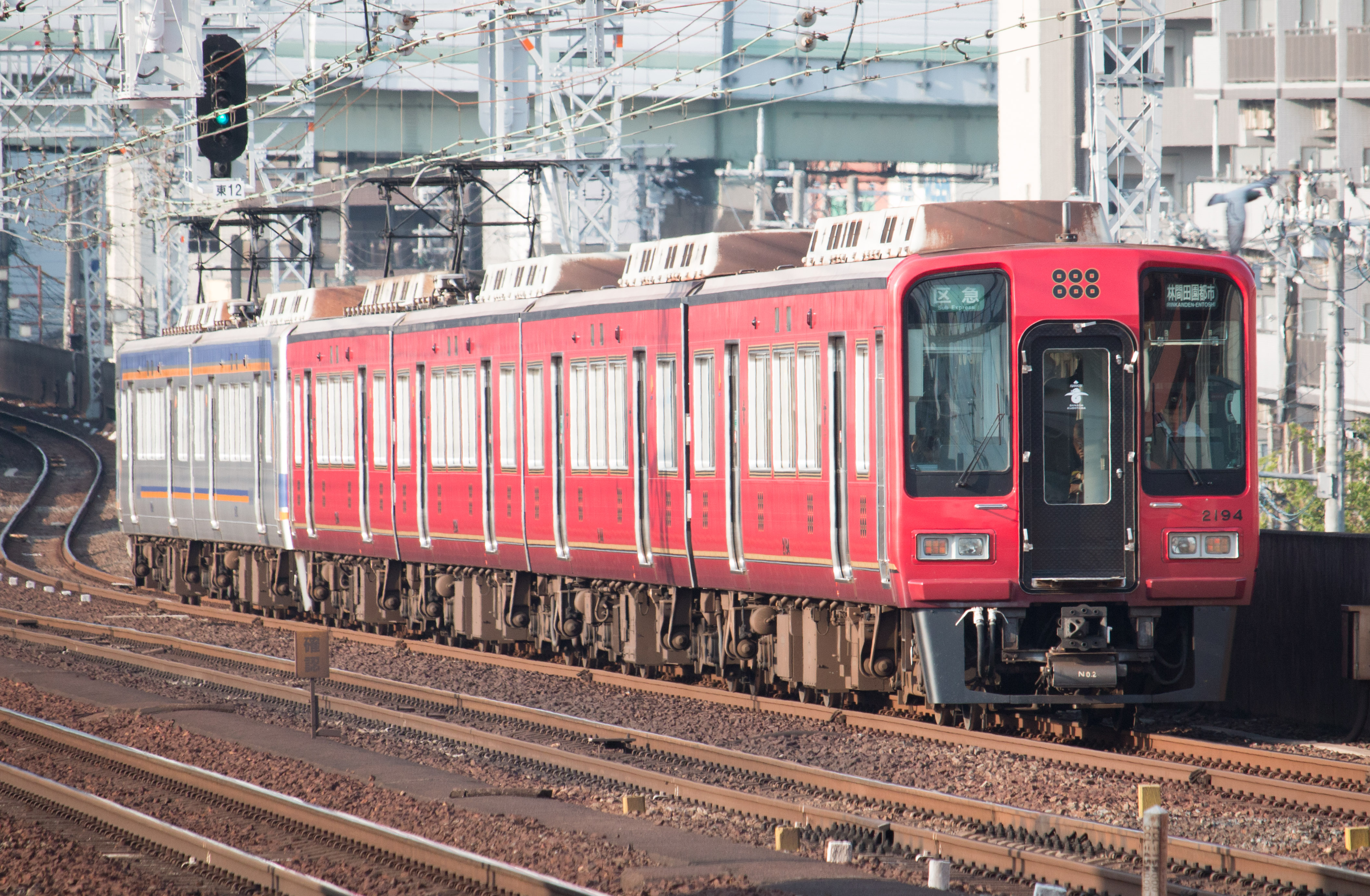
2044F「真田赤備え列車」 （2016年4月19日 新今宮駅）
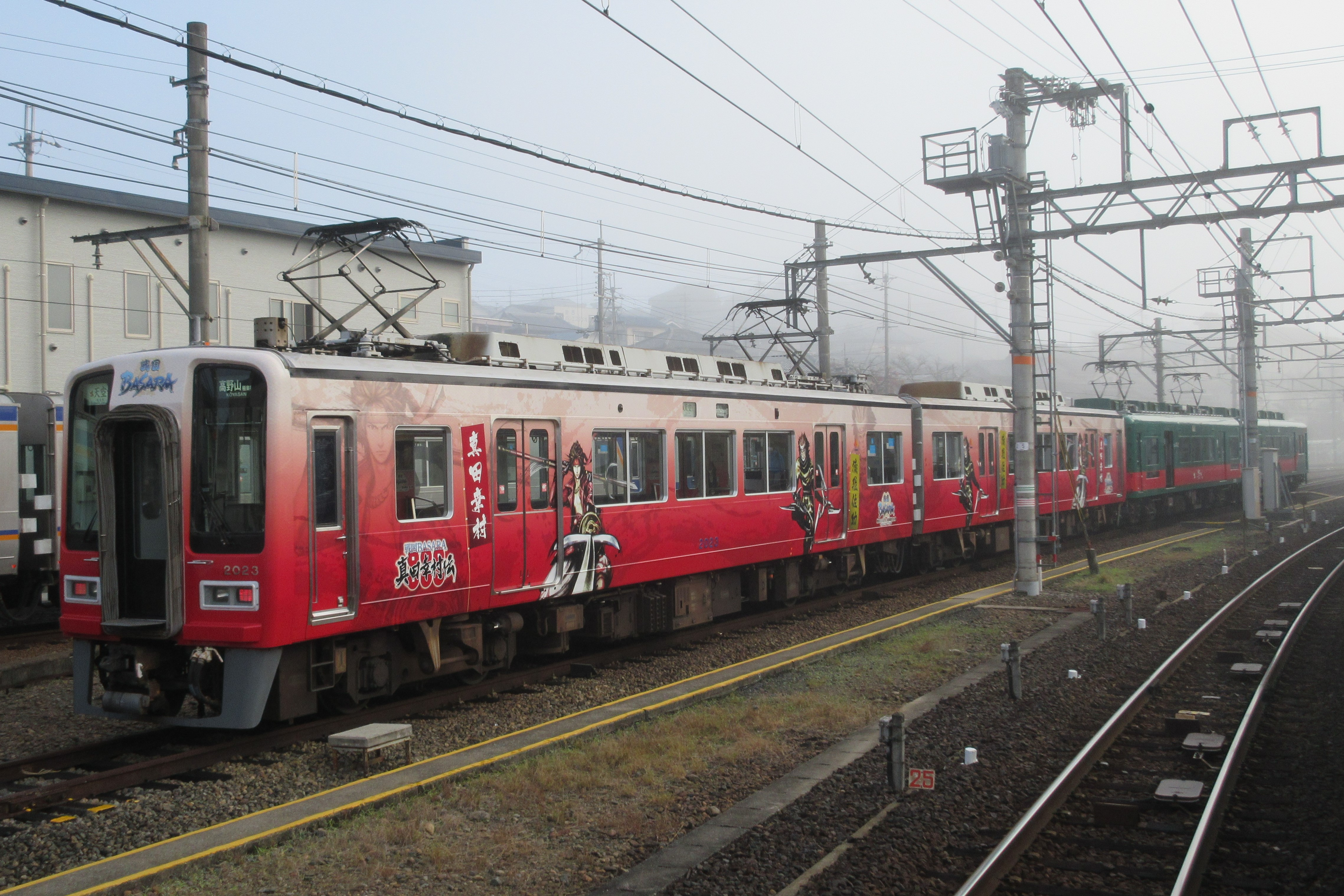
2023F「戦国BASARA」ラッピング車両 （2016年11月12日 橋本駅）
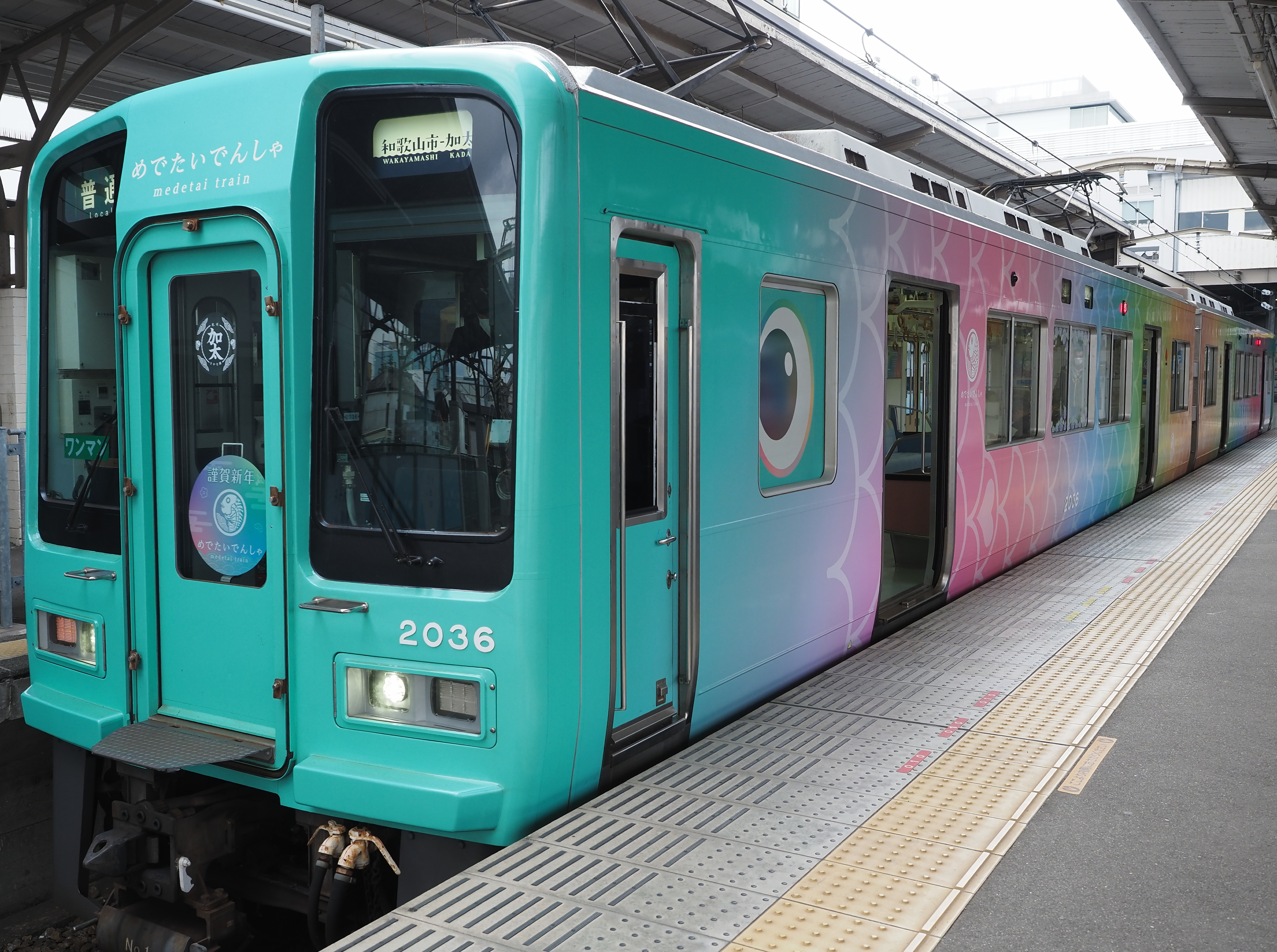
2036F「めでたいでんしゃ かなた」 (2025年1月12日　和歌山市駅)

## 新観光列車計画
2200系で運転されている観光列車「天空」の後継として、本系列4両編成を改造した新観光列車が2025年（令和7年）度末より運行開始される予定。車体のベースカラーは真紅で、内装は高級感を重視したものとなり、乗車そのものが特別な体験となる列車を目指している。

## 登場の背景・運用の推移

### 高野線へ導入・旧型車を置き換え

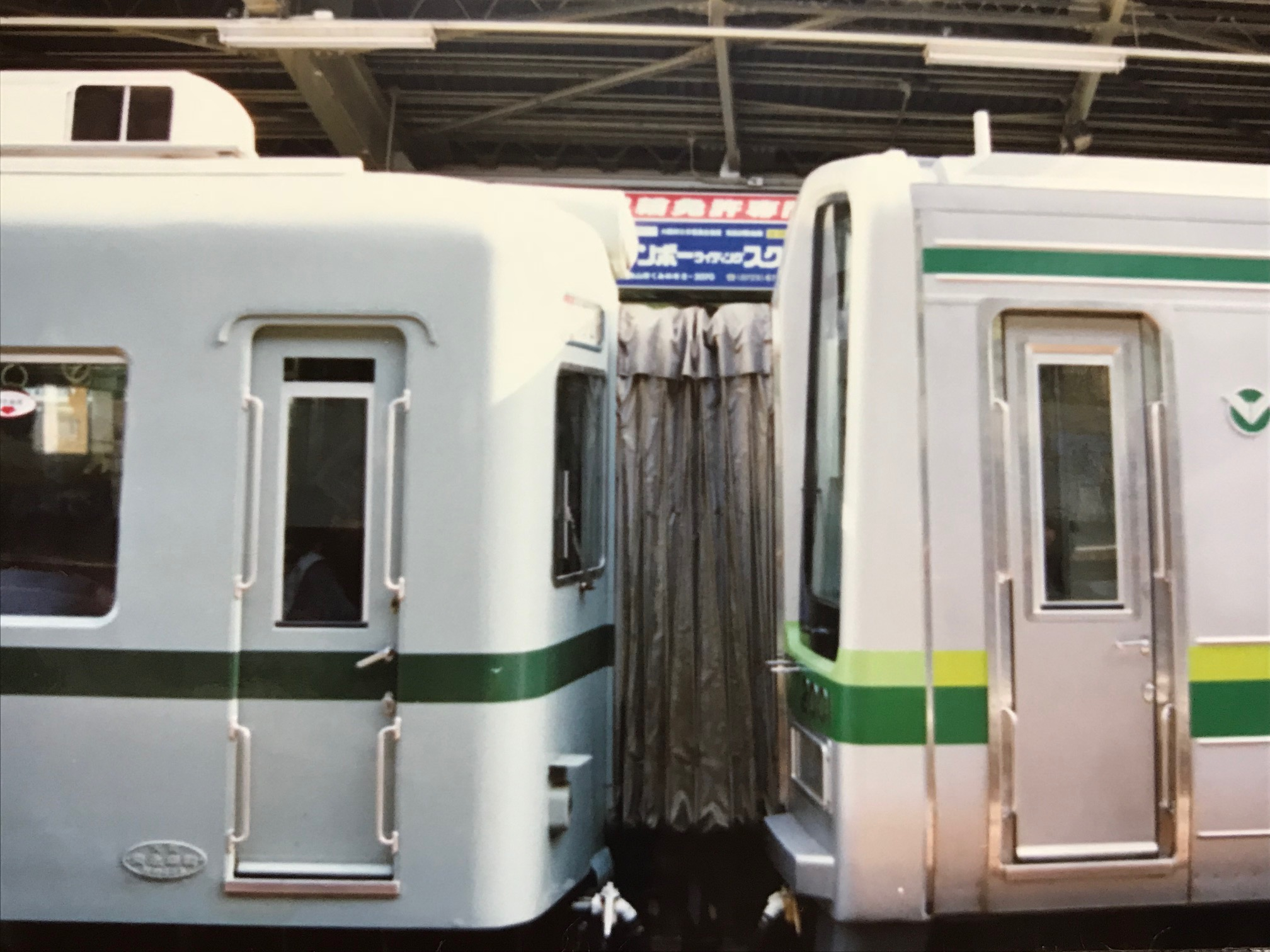
22000系との併結

高野線中百舌鳥駅以南では狭山ニュータウンや橋本林間田園都市等の沿線開発が功を奏し、1980年代を通して利用客が増加していたが、混雑率は依然高止まりでさらなる車両増備の必要に迫られていた。三日市町駅以北の平坦区間には60年代から一貫して20 m級4扉車を投入してきたが、1985年（昭和60年）の8200系を最後に増備は停滞していた。これは当時、御幸辻駅 - 橋本駅間が複線化工事の真只中で、輸送改善の目玉となる20 m車を使用した長編成列車の橋本駅乗り入れや、小原田検車区開設による車両収容能力の拡大にはまだ年単位の時間を要することが確定的だったからである。
他方、17 m級2扉車で運転される急行は、平坦区間における混雑緩和のためダイヤ改正のたびに列車増発や車両増結が行われ、21000系・22000系の運用が極めて逼迫していた。当時の急行は御幸辻駅以南に入線して難波駅 - 極楽橋駅間を直通する「大運転」が基本のため、急行のさらなる輸送力増強を行うには20 m車では代替できず、17 m車の増備が不可避であった。ところで当時の車両技術は急速に進歩し、チョッパ制御からVVVFインバータ制御への移行期にあった。インバータ制御はプログラム設定により既存の抵抗制御車に運転特性をなるべく合わせられるほか、在来車と同様の運転扱いにより区間に合わせて走行特性のモード切換にも対応できるため、ズームカーへの適用は山岳区間の回生失効対策を行えば十分に可能であった。また、将来の性能向上に容易に対応できるとともに、機器の小型化や無接点化による保守の低減も図れる。こうして南海で初の新機軸を取り入れつつ、21000系・22000系と併用可能な17 m車体の次世代車を開発することで決定され、1990年（平成2年）に本系列が登場した。
1次車は同年5月2日より営業運転が開始され、その後竣工した2次車とともに、7月1日ダイヤ改正からの輸送力増強に対応した。当初は老朽化が進んでいた21000系の置き換えを見越して製造されたが、新たに策定された1992年（平成4年）度からの「第8次輸送力増強等5ヵ年計画」に基づき支線・貴志川線の冷房化率100%を達成するため、21000系全車に22000系の大半も加えて置き換え対象を拡大し、44両の増備が計画された。他方この5ヵ年計画では、車体更新を行った22000系のうち3本を、2200系として引き続き高野線で運用することも計画された。
ところが1992年（平成4年）11月10日のダイヤ改正で特急・急行が金剛駅に停車を開始すると急行に乗客が集中、平日朝ラッシュ時に17m車を使用する列車で遅延が常態化するようになり、この状況が数年間にわたり続いた。これは当時17 m車でも最大8両編成しか組めなかったため輸送力に限界があったこと、出入口の数が少なく乗降に手間取ったことなど通勤通学路線に本来不向きなズームカーの車体構造に起因していたが、それだけでなく本系列と在来車が併結した場合、協調運転に難があったために列車の遅延を回復できないことも影響していた。このうち輸送力不足については、複線化開業を迎えた1995年（平成7年）9月1日ダイヤ改正で、平日朝ラッシュ時の急行2本を20 m車に置き換えたほか、17 m車による急行2本を10両編成に増結することで対処されるに至った。ここに本系列の10両運転が開始された。
1995年（平成7年）度中の6次車製造の頃になると、大運転を基軸とする運行形態を今後も継続する方針が固まっていたため、当初の5ヵ年計画から繰り下げられていた21000系完全淘汰用の8両（2045F・2046F）についても、1997年（平成9年）度分の7次車として増備される計画となった。しかしその後、前述の運転特性の相違のほか、将来の速度向上に支障をきたすことから、高野線用に更新された2200系を支線に転用する方針転換がなされたため、22000系・2200系置き換え用の2両編成×4本（2021F - 2024F）が7次車に追加された。こうして本系列は以前の21000系・22000系と同数の計64両が新製され、先送りにされていた性能差の問題についても車種統一により完全な解消を果たした。
なお、お盆期間を中心に難波駅 - 極楽橋駅間（のちに橋本駅 - 極楽橋駅間に短縮）で運転されていた全車自由席の臨時特急にも、在来車に混じりデビュー初期から使用された。

### 朝ラッシュ最混雑時間帯の上り急行運用から撤退・平坦区間内の運用に本格進出

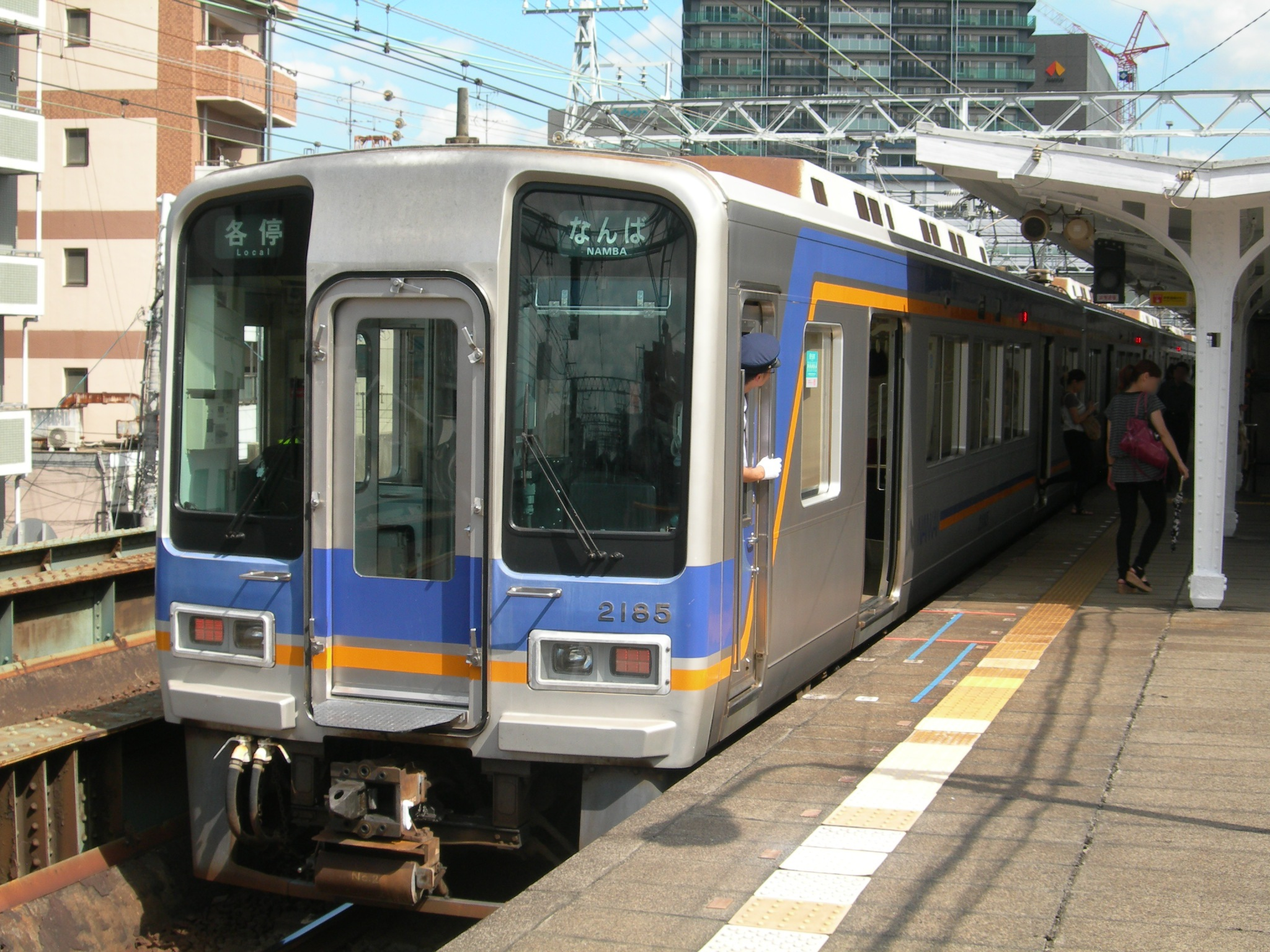
平坦区間での各駅停車運用
（2012年8月 今宮戎駅）

2003年（平成15年）5月31日のダイヤ改正からは35年ぶりに運行を開始した快速急行に使用されるようになった一方、朝ラッシュ時の中でも最混雑時間帯に運転される上り急行（天下茶屋駅7:20 - 8:30着）の全列車に女性専用車両が導入され、これに20 m車8両編成が充てられたため、本系列は最混雑時間帯の急行運用から撤退、それに伴い本系列による10両運転が終了した。また従来20 m車が担っていた橋本駅以北での日中の区間急行運用、朝ラッシュ時の各駅停車運用の一部にも充当されるようになった。

### 大幅な運用減・南海本線へ転属

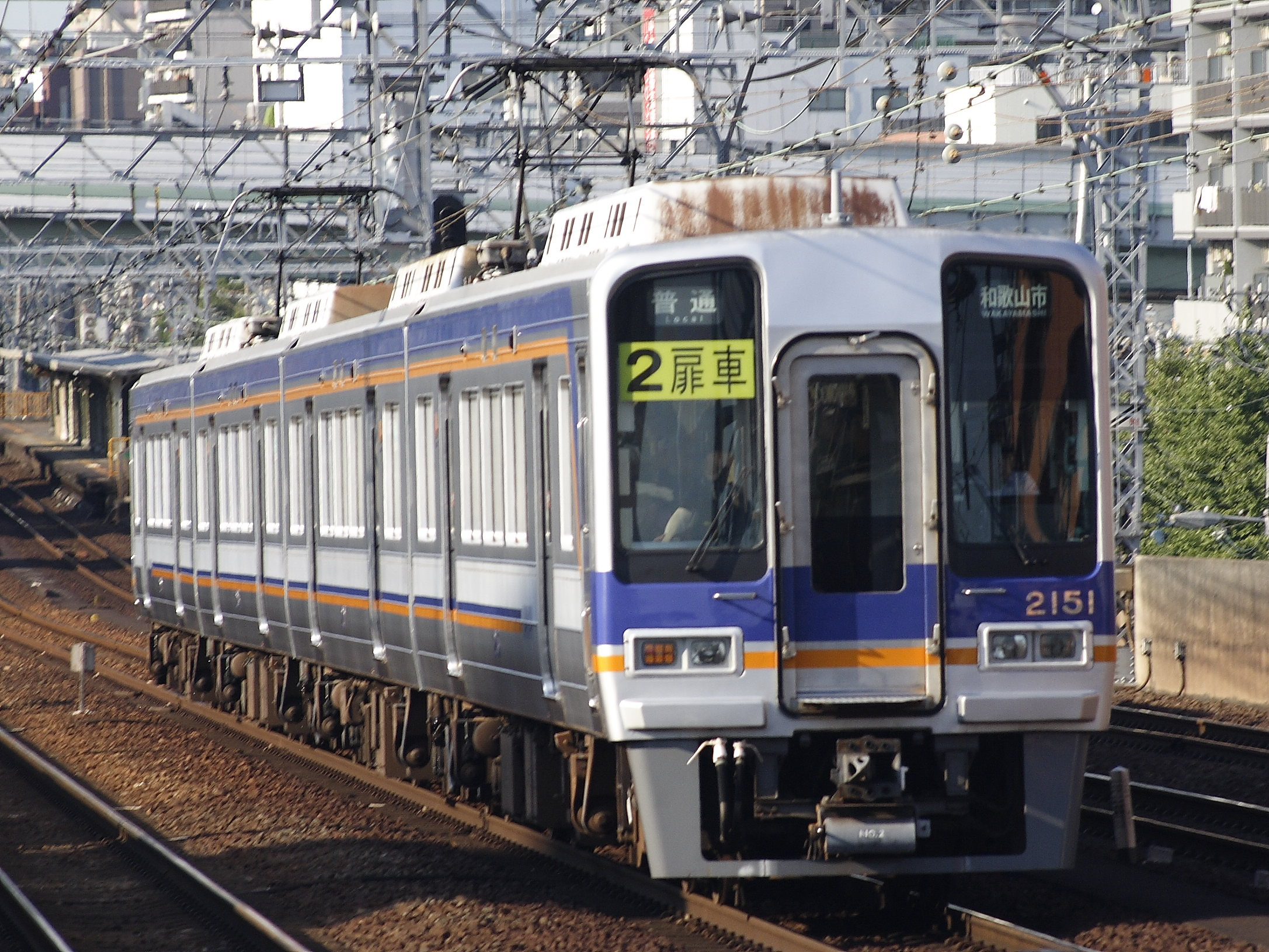
南海本線での普通車運用。「2扉車」の表記が目立つ。
（2007年8月 新今宮駅）

2005年（平成17年）10月16日の高野線白紙ダイヤ改正では、全ての時間帯において橋本駅での大規模な系統分割が行われた。極楽橋駅まで直通していた急行は一部を除き橋本駅折り返しとされ、日中は快速急行以外の運用は全て橋本駅までの運転となった。そして、橋本駅折り返しの急行の大半は6000系列などの20 m車に、橋本駅で接続する山岳区間の各駅停車も多くが2300系によるワンマン運転に変更された。大運転や山岳区間内運用が大幅に減った本系列は、平坦区間の各駅停車や区間急行の運用が増えたものの、半数近い車両が余剰となって1年以上の間、運転休止となった。
これらの編成は2006年（平成18年）12月から南海本線で試運転を開始し、2007年（平成19年）8月11日のダイヤ変更から南海本線・空港線の普通車として営業運転に復帰した 。これにより老朽化が進行していた7000系の一部を置き換えた。
2001F・2002F・2003F・2042F・2043Fの4両編成×5本と、2031F・2032Fの2両編成×2本がダイヤ変更当日付で南海本線に転属した。2両編成の2031Fと2032Fは常時連結して4両編成で運転されている。これらの編成には制御装置のプログラム変更が行われたほか、利用客の混乱防止のため、先頭車前面の助手側窓ガラスに2扉車の大型ステッカーが貼り付けられた。なお、正月3が日や岸和田だんじり祭・春木だんじり祭等のイベント開催日は普通車も混雑するため、本系列の運用は4扉車が代走した。
一方、高野線所属車については、2009年（平成21年）7月3日から橋本駅 - 極楽橋駅間で運行を開始した観光列車「天空」の自由席車としての運用が設定された。また、2012年（平成24年）夏季に実施された節電ダイヤでは、日中6両で運行される本系列の快速急行・区間急行運用の一部が4両編成で運転された。

### 高野線でのさらなる運用減・支線へ転出

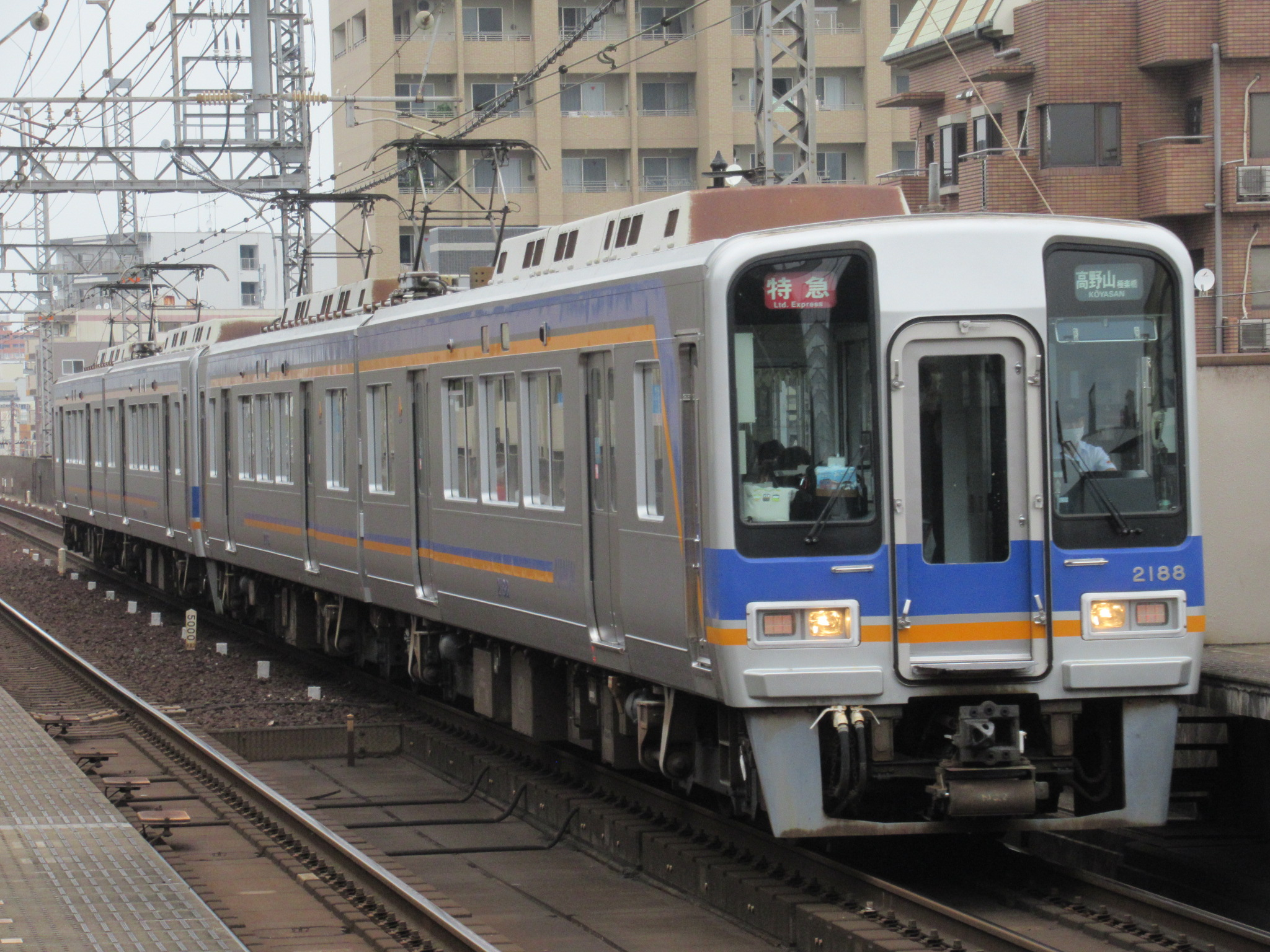
特急「こうや」の代走運用
（2022年6月）

高野線では2017年（平成29年）8月26日ダイヤ変更で、橋本駅以北での区間急行・各駅停車運用からは撤退、同時に快速急行・急行の運用も削減された。
2022年（令和4年）5月、30000系1本が脱線事故のため運用を離脱し、高野線特急が慢性的な車両不足に陥った。このため特急「こうや」「りんかん」の一部列車と同ダイヤにて自由席特急が運転されることになり、この運用に本系列が使用された。代走は同年11月2日まで続けられ、以降は特急「泉北ライナー」に使用されていた11000系が「りんかん」に復帰することで対応された。
2022年（令和4年）10月、本系列にワンマン改造を施工し、支線区の2200系を置き換える予定であることが開示された。2024年（令和6年）1月、ワンマン改造を終えた2035Fが加太線・和歌山港線・汐見橋線で試運転を行い、同年3月より多奈川線・高師浜線をはじめとする各支線でのワンマン運転を開始した。2025年（令和7年）3月までに2両編成×5本（2035F・2036F・2039F・2040F・2023F）が支線区に投入され、「天空」を除く全ての2200系を置き換えた。

### 高野線で運用数微増・南海本線での運用終了
2024年（令和6年）11月、高野線の一部列車で20 m車から17 m車に車種が変更されることとなり、平日上下1本ずつ本系列の区間急行運用が復活した。これに合わせて同年8月、南海本線所属の2042Fが、11月には2031F・2032Fが高野線へと復帰した。12月には2001F・2002F・2043Fも高野線に転属となり、支線ワンマン改造と並行して高野線への復帰が進められた。これにより南海本線での運用本数は徐々に減少し、12月21日のダイヤ改正をもって南海本線での運用を終了した。

## 編成表
2025年（令和7年）4月現在
| ← 難波和歌山市・関西空港・極楽橋 → | ← 難波和歌山市・関西空港・極楽橋 → | ← 難波和歌山市・関西空港・極楽橋 → | ← 難波和歌山市・関西空港・極楽橋 → | ← 難波和歌山市・関西空港・極楽橋 → | ← 難波和歌山市・関西空港・極楽橋 → | ← 難波和歌山市・関西空港・極楽橋 → | ← 難波和歌山市・関西空港・極楽橋 → | ← 難波和歌山市・関西空港・極楽橋 → |
| ---------------------------------- | ---------------------------------- | ---------------------------------- | ---------------------------------- | ---------------------------------- | ---------------------------------- | ---------------------------------- | ---------------------------------- | ---------------------------------- |
| 形式                               | ◇ モハ 2001 （Mc1）                | モハ 2051 （M2）                   | ◇ モハ 2101 （M1）                 | モハ 2151 （Mc2）                  | 所属線区                           | 竣工                               | 次車区分                           | 備考                               |
| 搭載機器                           | CONT                               | SIV CP                             | CONT                               | SIV CP                             | 所属線区                           | 竣工                               | 次車区分                           | 備考                               |
| 車両番号                           | 2001                               | 2051                               | 2101                               | 2151                               | 高野線                             | 1990/02/08                         | 1次車                              |                                    |
| 車両番号                           | 2002                               | 2052                               | 2102                               | 2152                               | 高野線                             | 1990/06/12                         | 2次車                              |                                    |
| 車両番号                           | 2003                               | 2053                               | 2103                               | 2153                               | 南海本線                           | 1990/06/12                         | 2次車                              |                                    |
| 形式                               | ◇ モハ 2001 （Mc1）                | モハ 2051 （M2）                   | モハ 2101 （M1）                   | モハ 2151 （Mc2）                  | 所属線区                           | 竣工                               | 次車区分                           | 備考                               |
| 機器類                             | CONT                               | SIV CP                             | CONT                               | SIV CP                             | 所属線区                           | 竣工                               | 次車区分                           | 備考                               |
| 車両番号                           | 2041                               | 2091                               | 2141                               | 2191                               | 高野線                             | 1995/05/25                         | 5次車                              |                                    |
| 車両番号                           | 2042                               | 2092                               | 2142                               | 2192                               | 高野線                             | 1996/07/29                         | 6次車                              |                                    |
| 車両番号                           | 2043                               | 2093                               | 2143                               | 2193                               | 高野線                             | 1996/08/13                         | 6次車                              |                                    |
| 車両番号                           | 2044                               | 2094                               | 2144                               | 2194                               | 高野線                             | 1996/08/30                         | 6次車                              |                                    |
| 車両番号                           | 2045                               | 2095                               | 2145                               | 2195                               | 高野線                             | 1997/07/19                         | 7次車                              |                                    |
| 車両番号                           | 2046                               | 2096                               | 2146                               | 2196                               | 高野線                             | 1997/08/26                         | 7次車                              |                                    |

| ← 難波・汐見橋・加太和歌山港・高師浜・関西空港・多奈川・極楽橋 → | ← 難波・汐見橋・加太和歌山港・高師浜・関西空港・多奈川・極楽橋 → | ← 難波・汐見橋・加太和歌山港・高師浜・関西空港・多奈川・極楽橋 → | ← 難波・汐見橋・加太和歌山港・高師浜・関西空港・多奈川・極楽橋 → | ← 難波・汐見橋・加太和歌山港・高師浜・関西空港・多奈川・極楽橋 → | ← 難波・汐見橋・加太和歌山港・高師浜・関西空港・多奈川・極楽橋 → | ← 難波・汐見橋・加太和歌山港・高師浜・関西空港・多奈川・極楽橋 → | ← 難波・汐見橋・加太和歌山港・高師浜・関西空港・多奈川・極楽橋 → |
| ---------------------------------------------------------------- | ---------------------------------------------------------------- | ---------------------------------------------------------------- | ---------------------------------------------------------------- | ---------------------------------------------------------------- | ---------------------------------------------------------------- | ---------------------------------------------------------------- | ---------------------------------------------------------------- |
| 形式                                                             | ◇ モハ 2001 （Mc1）                                              | モハ 2151 （Mc2）                                                | 所属線区                                                         | 竣工                                                             | 次車区分                                                         | 支線ワンマン改造                                                 | 備考                                                             |
| 機器類                                                           | CONT                                                             | SIV CP                                                           | 所属線区                                                         | 竣工                                                             | 次車区分                                                         | 支線ワンマン改造                                                 | 備考                                                             |
| 車両番号                                                         | 2031                                                             | 2181                                                             | 高野線                                                           | 1992/11/16                                                       | 3次車                                                            |                                                                  |                                                                  |
| 車両番号                                                         | 2032                                                             | 2182                                                             | 高野線                                                           | 1992/11/16                                                       | 3次車                                                            |                                                                  |                                                                  |
| 車両番号                                                         | 2033                                                             | 2183                                                             | 高野線                                                           | 1994/06/02                                                       | 4次車                                                            |                                                                  |                                                                  |
| 車両番号                                                         | 2034                                                             | 2184                                                             | 高野線                                                           | 1994/06/02                                                       | 4次車                                                            |                                                                  |                                                                  |
| 車両番号                                                         | 2035                                                             | 2185                                                             | 南海本線                                                         | 1995/04/13                                                       | 5次車                                                            | 2024/01/05                                                       |                                                                  |
| 車両番号                                                         | 2036                                                             | 2186                                                             | 南海本線                                                         | 1995/04/13                                                       | 5次車                                                            | 2024/03/29                                                       | めでたいでんしゃ かなた                                          |
| 車両番号                                                         | 2037                                                             | 2187                                                             | 高野線                                                           | 1995/04/13                                                       | 5次車                                                            |                                                                  |                                                                  |
| 車両番号                                                         | 2038                                                             | 2188                                                             | 高野線                                                           | 1995/04/13                                                       | 5次車                                                            |                                                                  |                                                                  |
| 車両番号                                                         | 2039                                                             | 2189                                                             | 南海本線                                                         | 1995/04/13                                                       | 5次車                                                            | 2024/07/04                                                       |                                                                  |
| 車両番号                                                         | 2040                                                             | 2190                                                             | 南海本線                                                         | 1996/08/30                                                       | 6次車                                                            | 2025/03/08                                                       |                                                                  |
| 車両番号                                                         | 2021                                                             | 2171                                                             | 高野線                                                           | 1997/08/12                                                       | 7次車                                                            |                                                                  |                                                                  |
| 車両番号                                                         | 2022                                                             | 2172                                                             | 高野線                                                           | 1997/08/12                                                       | 7次車                                                            |                                                                  |                                                                  |
| 車両番号                                                         | 2023                                                             | 2173                                                             | 南海本線                                                         | 1997/08/12                                                       | 7次車                                                            | 2025/03/08                                                       |                                                                  |
| 車両番号                                                         | 2024                                                             | 2174                                                             | 高野線                                                           | 1997/08/26                                                       | 7次車                                                            |                                                                  |                                                                  |

凡例
- CONT：制御装置
- SIV：静止形インバータ
- CP：空気圧縮機
- 下線：支線ワンマン仕様車
- ■：弱冷車